# Ten Years of Fuckin' Up
Ten Years of Fuckin' Up è una VHS del gruppo punk rock NOFX pubblicata l'8 novembre 1994. Successivamente è stata rimasterizzata e commercializzata come DVD durante il 2003. Il video include 19 videoclip tratte da esibizioni live. La versione DVD, contiene in più commenti da parte del gruppo e dei Vandals ed inoltre vi è anche la presenza della canzone Jaw, Knee, Music nel menù di navigazione.

## Tracce[1]
1. Stickin In My Eye
2. Johnny B. Goode
3. Green Corn
4. Shut Up Already
5. Shower Days
6. GonoHerpaSyphlAids
7. Straight Edge
8. S/M Airlines
9. Six Pack Girls
10. The Longest Line
11. Buggley Eyes
12. Beer Bong
13. Leave It Alone
14. Jaundiced Eye
15. Johnny Appleseed
16. Moron Brothers
17. Iron Man
18. Bob
19. Kill all the White Man

## Formazione
- Fat Mike - basso e voce
- Eric Melvin - chitarra e voce
- El Hefe - chitarra e voce
- Erik Sandin - batteria